# Abdessalem Ayouni
Abdessalem al-Ayouni (arabisch عبد السلام العيوني, * 16. Mai 1994) ist ein tunesischer Leichtathlet, der sich auf den Mittelstreckenlauf spezialisiert hat. 2019 siegte er über 800 Meter bei den Afrikaspielen in Rabat.

## Sportliche Laufbahn
Erste Erfahrungen bei internationalen Meisterschaften sammelte Abdessalem Ayouni 2011 bei den Jugendweltmeisterschaften nahe Lille, bei denen er im 800-Meter-Lauf mit 1:53,81 min in der ersten Runde ausschied und auch mit der tunesischen Sprintstaffel (1000 Meter) mit 1:59,18 min nicht das Finale erreichte. Im Jahr darauf nahm er im 1500-Meter-Lauf an den Juniorenweltmeisterschaften in Barcelona teil, schied aber dort mit 3:48,67 min im Vorlauf aus. Bei den Crosslauf-Weltmeisterschaften 2013 in Bydgoszcz gelangte er in der U20-Wertung nach 23:59 min auf Platz 68 und bei den Spielen der Frankophonie in Nizza belegte er über 800 Meter in 1:50,59 min den achten Platz. 2014 wurde er bei den U23-Mittelmeermeisterschaften in Aubagne über 1500 Meter in 3:55,03 min Sechster und belegte bei den Afrikameisterschaften in Marrakesch in 3:44,67 min den siebten Platz. 2015 nahm er erstmals an den Afrikaspielen in Brazzaville teil und klassierte sich dort in 3:47,64 min auf dem sechsten Platz.
2016 siegte er bei den U23-Mittelmeermeisterschaften in Tunis in 1:47,79 min über 800 Meter sowie in 4:09,39 min auch über 1500 Meter und in 3:13,44 min mit der tunesischen 4-mal-400-Meter-Staffel. Im Jahr darauf qualifizierte er sich über 800 Meter für die Weltmeisterschaften in London und schied dort mit 1:47,39 min im Halbfinale aus. Zuvor gewann er bei den Arabischen Meisterschaften in Radès in 1:47,59 min die Bronzemedaille hinter dem Marokkaner Oussama Nabil und Mohamed Belbachir aus Algerien. 2018 gewann er bei den Mittelmeerspielen in Tarragona in 3:37,35 min die Silbermedaille über 1500 Meter hinter dem Marokkaner Brahim Kaazouzi und schied über 800 Meter mit 1:49,63 min in der Vorrunde aus. Anschließend nahm er über 1500 Meter an den Afrikameisterschaften in Asaba teil, gelangte dort aber nicht bis in das Finale. Im Jahr darauf gewann er bei den Arabischen Meisterschaften in Kairo in 1:51,31 min die Silbermedaille über 800 Meter hinter seinem Landsmann Riadh Chninni und wurde über 1500 Meter in 3:48,39 min Sechster. Anschließend nahm er erneut an den Afrikaspielen in Rabat teil und siegte dort mit neuem Spiele- und Landesrekord von 1:45,17 min über 800 Meter. Damit qualifizierte er sich erneut für die Weltmeisterschaften in Doha, bei denen er mit 1:45,80 min im Halbfinale ausschied. Daraufhin belegte er bei den Militärweltspielen in Wuhan in 1:51,88 min den sechsten Platz. 2021 belegte er bei den Arabischen Meisterschaften in Radès in 1:53,58 min den vierten Platz und nahm daraufhin an den Olympischen Spielen in Tokio teil und schied dort mit neuem Landesrekord von 1:44,99 min im Halbfinale aus.
2022 belegte er bei den Afrikameisterschaften in Port Louis in 1:46,68 min den vierten Platz über 800 Meter und gelangte mit der 4-mal-400-Meter-Staffel mit 3:11,31 min auf Rang fünf. Kurz darauf siegte er in 1:46,12 min beim Meeting Madrid und belegte dann bei den Mittelmeerspielen in Oran in 1:44,99 min den vierten Platz über 800 Meter und wurde über 1500 Meter disqualifiziert. Daraufhin erreichte er bei den Weltmeisterschaften in Eugene das Halbfinale, in dem er mit 1:46,08 min ausschied. Im Jahr darauf gewann er bei den Panarabischen Spielen in Algier in 1:48,19 min die Bronzemedaille hinter dem Algerier Slimane Moula und Essa Ali Kzwani aus Saudi-Arabien. Anschließend schied er bei den Weltmeisterschaften in Budapest mit 1:46,85 min in der ersten Runde aus. 2024 verpasste er bei den Afrikameisterschaften in Douala mit 1:50,61 min den Finaleinzug und im Jahr darauf gewann er bei den Arabischen Meisterschaften in Oran in 1:51,13 min die Silbermedaille über 800 Meter hinter Heithem Chenitef und sicherte sich über 1500 Meter in 4:11,85 min die Bronzemedaille hinter den Algeriern Mohamed Amine Drabli und Zakaria Ramdani.
2024 wurde Ayouni tunesischer Meister im 800-Meter-Lauf.

## Persönliche Bestzeiten
- 800 Meter: 1:44,99 min, 1. August 2021 in Tokio (tunesischer Rekord)
  - 800 Meter (Halle): 1:46,74 min, 28. Januar 2023 in Lyon (tunesischer Rekord)
- 1500 Meter: 3:37,30 min, 14. Juni 2019 in Dessau-Roßlau